# فالکنبرگ (مرکیش-اودرلند)
فالکنبرگ (به آلمانی: Falkenberg) یک شهر در آلمان است که در مرکیش-اودرلند واقع شده‌است. فالکنبرگ  ۲٬۴۳۶ نفر جمعیت دارد.